# Педья (станция)
Пе́дья (эст. Pedja raudteejaam) — железнодорожная станция в поселке Педья в волости Йыгева уезда Йыгевамаа (Эстония), на линии Тапа — Тарту. Находится в 55,3 км от Тапа, 57,2 км от Тарту и в 132,9 км от Таллина.

## История
Станция Педья была появилась уже после ввода в эксплуатацию железной дороги Тапс — Дерпт (ныне Тапа — Тарту), ответвления от Балтийской железной дороги. Железная дорога в районе Педья проходила по землям, выкупленных у рыцарской мызы Ваймастфер (ныне мыза Ваймаствере), владельцем которой был Эрнст Генрих фон Браш.
Именно по инициативе Браша между станциями Вягева и Йыгева был открыт остановочный пункт, названный именем инициатора — Браш. Поезда в Браше стали останавливаться с 28 сентября 1879 года, причем остановка была по требованию, пассажиры поезда, желающие сойти в Браше, должны были предупредить начальника поезда заранее, в Вягева или Йыгева. К 1893 году Браш получил путевое развитие и стал полустанком, а в 1914 году стал полноценной станцией.
В 1920 году, после фактического обретения независимости Эстонской Республикой, станция получила эстонское название Педья. В 1924 году на станции Педья был построен вокзал, деревянный, полутораэтажный, с высокой покатой крышей, по одному из типовых проектов архитектора Эстонской железной дороги Леона Йохансона (аналогичный вокзал можно видеть, например, на станции Турба). В новой независимой Эстонии из-за снижения пассажиропотока на Эстонской железной дороге здание вокзала перестало использоваться, обветшало и было снесено в 2003 году.

## Настоящее время
Станция является пассажирской, осуществляет посадку и высадку пассажиров на (из) поездов регионального сообщения, грузовые операции не производятся.
В рамках программы «Подъем пассажирских платформ до высоты, принятой в Европе» (эст. Reisiplatvormide viimine eurokõrgusele) в 2012 году на станции Педья была построена островная платформа высотой 55 см, подходящая для используемых в региональных пассажирских перевозках поездов Stadler FLIRT.

## Пассажирское сообщение по станции
До распада СССР на станции Педья останавливались пассажирские поезда дальнего следования  №651/652 Таллин - Рига (через Тарту - Валгу) и №655/656 Таллин - Псков. Псковский поезда прекратил движение в 2001 году — главным образом, из-за введения государственных границ у ставших независимыми прибалтийских стран, что вызвало увеличение времени стоянки на приграничных станциях для осуществления паспортного и таможенного контроля и резкое снижение пассажиропотока. Попытки возобновления движения поездов дальнего следования по этим направлениям в 2000-е годы успеха не имели.
В настоящее время станция Педья постоянно обслуживается только региональными поездами восточного компании Elron, являющейся оператором движения пригородных и региональных поездов по железнодорожным линиям Эстонии.
На станции останавливаются региональные поезда, не являющиеся экспрессами), следующие от станции Таллин (Балтийский вокзал) до конечной станции Тарту, а также следующие в обратном направлении. Экспрессы до Тарту, в том числе следующие далее до станций Валга и Койдула, на станции Педья не останавливаются.
| Предыдущая остановка | Остановка пассажирских поездов на восточных линиях Elron | Следующая остановка |
| Вягева               | Педья                                                    | Йыгева              |